# Bangassou flygplats
Bangassou är en flygplats i Centralafrikanska republiken. Den ligger i den sydöstra delen av landet, 500 km öster om huvudstaden Bangui. Bangassou ligger 499 meter över havet.
Terrängen runt Bangassou är platt. Närmaste större samhälle är Bangassou, 1,9 km nordväst om Bangassou. 
I omgivningarna runt Bangassou växer i huvudsak städsegrön lövskog. Runt Bangassou är det mycket glesbefolkat, med 4 invånare per kvadratkilometer.